# Lisotrigona mohandasi
Lisotrigona mohandasi är en biart som beskrevs av Jobiraj och T.C. Narendran 2004. Lisotrigona mohandasi ingår i släktet Lisotrigona och familjen långtungebin. Inga underarter finns listade.

## Beskrivning
Ett mycket litet bi; kropps- och vinglängd är båda mindre än 3 mm. Huvud och mellankropp är svarta, medan bakkroppen är brun.

## Ekologi
Släktet Lisotrigona tillhör de gaddlösa bina, ett tribus (Meliponini) av sociala bin som saknar fungerande gadd. De har dock kraftiga käkar, och kan bitas ordentligt.

## Utbredning
Lisotrigona mohandasi förekommer i Indien i delstaten Kerala samt i Sri Lanka, Thailand, Laos, Singapore, Malaysia (Sarawak) och Indonesien.